# Propygoplus
Genre
Synonymes
- Sikkimella Roewer, 1927
- Karsianga Roewer, 1940
- Sikkimula Roewer, 1940

Propygoplus est un genre d'opilions laniatores de la famille des Assamiidae.

## Distribution
Les espèces de ce genre se rencontrent en Inde et au Népal.

## Liste des espèces
Selon World Catalogue of Opiliones (10/06/2021) :
- Propygoplus maculatus (Roewer, 1912)
- Propygoplus rugosus (Roewer, 1940)
- Propygoplus scabrisoma Roewer, 1940
- Propygoplus siwalik Martens, 1977
- Propygoplus tenuipes (Roewer, 1927)

## Publication originale
- Roewer, 1923 : Die Weberknechte der Erde. Systematische Bearbeitung der bisher bekannten Opiliones. Gustav Fischer, Jena, p. 1-1116 (texte intégral).